# John Kurzweg
John Kurzweg (* 5. září 1960) je americký hudební producent, zvukový inženýr a hudebník. Hudbě se začal profesionálně věnovat již ve svých třinácti letech. V devadesátých letech se podílel na několika albech skupiny Creed, která produkoval, mixoval a hrál na nich i na klávesy. Během své kariéry spolupracoval s mnoha dalšími hudebníky, mezi které patří Scott Stapp, Jewel, Eagle-Eye Cherry nebo skupiny Puddle of Mudd a Socialburn.